# Munna psychrophila
Munna psychrophila är en kräftdjursart som beskrevs av Ernst Vanhöffen 1914. Munna psychrophila ingår i släktet Munna och familjen Munnidae. Inga underarter finns listade i Catalogue of Life.